# Georges Duhamel

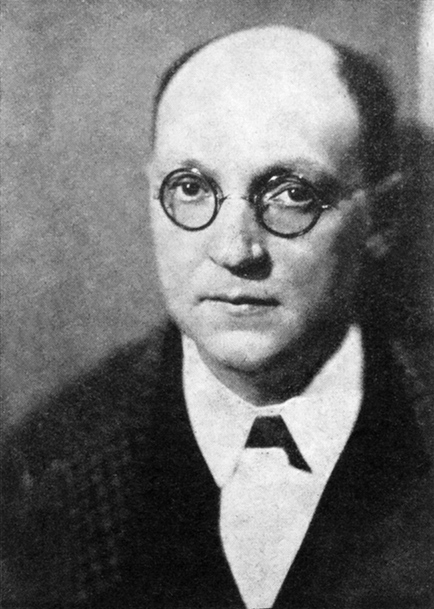
Georges Duhamel, ca. 1930

Georges Duhamel (* 30. Juni 1884 in Paris; † 13. April 1966 in Valmondois nahe Paris) war ein französischer Schriftsteller.
Sein umfangreiches Werk ließ kaum eine Gattung aus. Am bekanntesten wurde er mit seinem zwischen 1933 und 1945 veröffentlichten zehnbändigen Romanzyklus Chronik der Pasquiers, der ihn eher als Moralisten denn als Chronisten der Epoche ausweist. In einigen Abhandlungen griff er auch die Fortschritts- und Technikgläubigkeit seiner Zeitgenossen an. Er selbst blieb religiös gestimmt.

## Leben und Werk
Zwar entschied sich der Sohn eines Apothekers nach dem Abitur (1902) für ein Medizinstudium; sein vornehmliches Interesse galt jedoch der Literatur. Zwischen 1906 und 1908 gründete er unweit von Paris zusammen mit Charles Vildrac (seinem späteren Schwager) das Kulturzentrum L’Abbaye de Créteil, einen Wohn- und Arbeitsort für Künstler aller Art. Als Lyriker erwärmte sich Duhamel für das „unanimistische“ Konzept des Gruppenmitglieds Jules Romains. Als Erzähler sah er die Aufgabe zunächst in der Schilderung zeitgenössischer Verhältnisse. In dieser Gruppe lernte er die Schauspielerin Blanche Albane kennen, die er 1909 heiratete. 1912 wurde er Redakteur der literarischen Zweimonatsschrift Mercure de France, in der alles publizierte, was Rang und Namen hatte. 1935 sogar Chefredakteur, wurde er 1938 wegen seiner Nähe zur Résistance abgesetzt. Nach dem Krieg war er allerdings wieder Haupteigner des Blattes, das 1958 vom renommierten Verlag Gallimard übernommen wurde.
Im Ersten Weltkrieg meldete sich Duhamel freiwillig als Chirurg im Rang eines médecin aide-major. Er war oft in Frontnähe. Aus den niederschmetternden Kriegserfahrungen heraus verfasste er zwei Werke, die seinen Ruhm begründeten: La Vie des Martyrs und Civilisation, für das er 1918 den begehrten Prix Goncourt erhält. Um 1919 entdeckte er im Département Seine-et-Oise, nordöstlich von Paris gelegen, das Tal von Sausseron und den Ort Valmondois; hier verbrachte er künftig manchen Sommer. Im Jahre 1920 entschied er sich für eine Existenz als freier Schriftsteller.

### Chronik des Clangeistes
Nach der „Fingerübung“ eines fünfbändigen Romanzyklus um den unscheinbaren Angestellten Salavin (der die im Titel angekündigten „Abenteuer“ vor allem im Geiste erlebt) erschienen ab 1933 die Pasquier-Romane. Obwohl mit großer „psychologischer Meisterschaft“ geschrieben, betonte Duhamel in diesem Zyklus gerade das allen geschilderten Familienangehörigen Gemeinsame: sie sind trotz ihrer unterschiedlichen Temperamente durchweg vom „esprit de Clan“ (Clangeist) durchdrungen. Das deckte sich mit dem moralischen Blickwinkel des Autors. „Es geht ihm nicht darum, eine geschichtliche Epoche zu vergegenwärtigen, so ereignisreich sie auch gewesen sein mag, sondern Menschen mit ihren zu allen Zeiten gleichen Existenzfragen zu gestalten.“
1935 wurde Duhamel Mitglied der Académie française. In diesem Jahrzehnt unternahm er etliche Reisen, auch ins Ausland, um die französische Sprache und Kultur bekannt zu machen. Er warb für eine Zivilisation, die im Einzelnen, „im Herzen der Menschen“ begründet ist, und nicht etwa in dessen technischen Errungenschaften. Seine Sorge galt dem von zunehmender Technisierung und Enthumanisierung bedrohten Individuum. Duhamel regte einige Konferenzen an. 1937 wurde er auch in die Académie nationale de Médecine aufgenommen. Von 1939 bis 1945, das heißt vor allem während der Besetzung Frankreichs durch die Deutschen, arbeitete Duhamel als „vorläufiger Ständiger Sekretär“ der Académie française. Seine Bücher wurden von den Besatzern verboten. Er wehrte sich gegen die Nazis und gegen die Pétainisten in der Académie, was ihm nach dem Krieg den offiziellen Dank der Regierung de Gaulle einbrachte.

### Musik
Um 1930 avancierte Duhamel vor allem aufgrund seiner kulturkritischen Werke  gleichsam zum „offiziellen Schriftsteller der III. und IV. Republik“. Im Maße, wie er jenes Postulat von der Zeitbezogenheit erzählender Literatur durch allgemein-menschliche und moralische Kategorien ersetzte, wandelte sich der „Fortschrittspessimismus“ seiner frühen Texte in „Spiritualismus“.
1947 wurde Duhamel Präsident der Alliance française, eines weltweiten Kulturinstituts des französischen Staates. Er nahm seine Reisetätigkeit wieder auf und ließ in vielen Städten der Welt Zweigstellen der Alliance errichten. Seit 1960 litt er unter Krankheiten und trat kaum mehr an die Öffentlichkeit. Er starb 1966 mit 81 Jahren.
Duhamel liebte die Musik, spielte selber Klavier und Querflöte, veranstaltete in seinem Haus oft Konzerte. Ab 1939 schrieb er regelmäßig Musikkritiken, beispielsweise für die Tageszeitung Le Figaro. Sein Sohn war der Komponist Antoine Duhamel.
In Paris sind eine Straße und ein Park nach Georges Duhamel benannt.

## Werke
- Des légendes, des batailles, Gedichte, 1907
- L’homme en tête, Gedichte, 1909
- Selon ma loi, Gedichte, 1910
- La lumière, Drama, 1911, deutsch Das Licht, Leipzig 1921
- Compagnons, Gedichte, 1912
- Dans l’ombre des statues, Drama, 1912
- Le combat, Drama, 1913
- Paul Claudel, 1913
- Les Poètes et la poésie, 1914
- Le cafard, Drama, 1916
- Vie des martyrs, 1914–1916, Erzählungen, 1917, deutsch Leben der Märtyrer, Zürich 1919 (übersetzt von Ferdinand Hardekopf)
- Civilisation, Roman, 1918 (Prix Goncourt)
- La Possession du monde, 1919, deutsch Der Besitz der Welt, Zürich 1921
- Entretiens dans le tumulte, 1919
- Elégies, Gedichte, 1920
- Vie et aventures de Salavin, Romane; 1920–1932:
  - I. Confession de minuit, 1920, deutsch Mitternächtliche Beichte, Berlin 1924
  - II. Deux hommes, 1924, deutsch Zwei Freunde, Berlin 1925
  - III. Journal de Salavin, 1927
  - IV. Le Club des Lyonnais, 1929, deutsch Dir kannst du nicht entfliehen, Berlin 1933
  - V. Tel qu'en lui même ..., 1932
- Les Hommes abandonnés, 1921, deutsch Die Gottverlassenen, Wien 1925, Menschen der Straße, Leipzig 1926
- L’œuvre de athlètes, Drama, 1920, deutsch Der Athletenbund, Potsdam 1921
- Lapointe et Ropiteau, 1921
- Quand vous voudrez, Drama, 1921
- Les plaisirs et les Jeux, 1922, deutsch Freuden und Spiele, Zürich 1927
- Anthologie de la poésie lyrique française de la fin du XVe siècle à la fin du XIXe siècle. Insel Verlag, Leipzig 1923 (Gedichte in der Reihe „Bibliotheca Mundi“)
- Le prince Jaffar, Erzählung, 1924, deutsch Prinz Dschaffar, Zürich 1926
- Les voix du vieux monde,mis en musique par Albert Doyen, Gedichte, 1925
- Essai sur le roman, 1925
- Suite Hollandaise, 1925
- Délibérations, 1925
- La Pierre d’Horeb, 1926
- Lettres au Patagon, 1926, deutsch Briefe nach Patagonien, Zürich 1927
- Essai sur une renaissance dramatique, 1926
- Le Voyage de Moscou, 1927, deutsch Das neue Moskau, Zürich 1928
- Memorial cauchois, 1927
- Images de la Grèce, 1928
- Les sept dernières plaies, 1928
- La nuit d’orage, Roman, 1928, deutsch Gewitternacht, Leipzig 1928
- Scènes de la vie future, 1930, deutsch Spiegel der Zukunft, Übersetzung Käthe Rosenberg, Berlin 1931
- Géographie cordiale de l’Europe, 1931
- Les jumeaux de Vallangoujard, 1931
- Querelles de famille, 1932
- L’Humaniste et l’automate, 1933
- Chronique des Pasquier, Romane, 1933–1945:
  - I. Le notaire du Havre
  - II. Le jardin des bêtes sauvages
  - III.Vue de la terre promise
  - IV. La nuit de la Saint Jean
  - V. Le désert de Bièvre
  - VI. Les Maîtres
  - VII. Cécile parmi nous
  - VIII. Le combat contre les ombres
  - IX. Suzanne et les jeunes hommes
  - X. La passion de Joseph Pasquier

(deutsche Teilausgaben Über die Treppen von Paris, Stuttgart 1952, Götter in Paris, 1954, Schatten im Licht Paris, 1955)
- Discours aux nuages, 1934
- Remarques sur les mémoires imaginaires, 1934
- Fables de mon Jardin, 1936
- Défense des Lettres, 1937
- Deux Patrons (Erasme, Cervantes), 1937
- Esquisse pour un portrait du chirurgien moderne, 1938
- Au chevet de la civilisation, 1938
- Le Dernier Voyage de Candide, 1938
- Mémorial de la guerre blanche 1938, Paris 1939
- Positions Françaises, 1940
- Finlande, 1940
- Lieu d’asile, 1940
- Confessions sans pénitence, 1941
- Chronique des Saisons amères, 1944
- La Musique consolatrice, Essays, 1944, deutsch Trost der Musik, München 1955
- Paroles de médecin, 1944
- Images de notre délivrance, 1944
- Lumières sur ma vie, Erinnerungen, 1944–53:
  - I. Inventaire de l’abime
  - II. Biographie de mes fântômes
  - III. Le temps de la recherche
  - IV. La pesée des Ames
  - V. Les éspoirs et les épreuves
- Twinka, 1945
- Souvenirs de la vie du Paradis, 1946
- Visages, 1946
- Homère au XXe siècle, 1947
- Semailles au vent, 1947
- Entretien au bord du fleuve, über Henri Mondor, 1947
- Tribulations de l’espérance, 1947
- Consultation aux pays d’Islam, 1947
- Semaille au vent, 1947
- Fables de mon jardin, deutsch Fabeln aus meinem Garten, Zürich 1948
- Le bestiaire et l’herbier, 1948
- Hollande, 1949
- Le voyage de Patrice Périot, Roman, 1950, deutsch Professor Patrice Périot, Hamburg 1953
- Cri des profondeurs, Roman, 1951, deutsch Schrei aus dem Abgrund, Wien 1953, Schrei aus der Tiefe, München 1956
- Chronique de Paris au temps de Pasquier, 1951
- Vues sur Rimbaud, 1952
- Manuel du protestataire, 1952
- Les Voyageurs de l’Espérance, 1953, deutsch Die Passagiere der Hoffnung: Erzählung aus dem Atomzeitalter, Recklinghausen 1955
- Le Japon entre la tradition et l’avenir, 1953
- Refuges de la lecture, 1954
- La Turquie, nouvelle puissance d'Occident, 1954
- L’Archange de l’Aventure, 1955
- Croisade contre le cancer, 1955
- Les Compagnons de l’Apocalypse, 1956
- Pages de mon journal intime, 1956
- Israël, clef de l’Orient, 1957
- Problèmes de l’heure, 1957
- Le Complexe de Théophile, Roman, 1958, deutsch Théophile, Köln 1960
- Travail, ô mon seul repos, 1959
- Nouvelles du sombre empire, 1960
- Problèmes de civilisation, 1961
- Traité du départ, 1961